# Sudhoffs Archiv
Sudhoffs Archiv, seit 1969 mit dem Untertitel Zeitschrift für Wissenschaftsgeschichte, ist eine wissenschaftsgeschichtliche Fachzeitschrift, die vom Medizinhistoriker Karl Sudhoff als Archiv für Geschichte der Medizin im Jahr 1907 begründet wurde. Sie erscheint heute im Franz Steiner Verlag.
Als Beihefte, herausgegeben von Peter Dilg, Menso Folkert, Gundolf Keil, Fritz Krafft und Rolf Winau, werden seit 1961 Monographien publiziert.
Die Zeitschrift firmierte zeitweise unter folgenden Titeln:
- Archiv für Geschichte der Medizin, hrsg. Puschmann-Stiftung an der Universität Leipzig unter Redaktion von Karl Sudhoff, Barth, Leipzig: Ausgaben 1 (1907/08) – 16 (1924/25)
- Sudhoffs Archiv für Geschichte der Medizin, Barth, Leipzig: Ausgaben 21 (1929) – 26 (1933)
- Sudhoffs Archiv für Geschichte der Medizin und der Naturwissenschaften, Steiner, Wiesbaden, ISSN 0931-9425: Ausgaben 27 (1934/35) – 49 (1965)
- Sudhoffs Archiv. Zeitschrift für Wissenschaftsgeschichte, Steiner, Stuttgart, ISSN 0039-4564: ab Ausgabe 50 (1966)

Die jetzigen Herausgeber sind Dominik Groß (Aachen, federführend), Fabrizio Bigotti (Würzburg), Florian Bruns (Dresden), Ulf Hashagen (München), Klaus Hentschel (Stuttgart), Jan Pieter Hogendijk (Utrecht), Kärin Nickelsen (München).

## Frühere Redakteure und Herausgeber (Auswahl)
- Klaus Bergdolt
- Walter Bruchhausen
- Walter von Brunn
- Peter Dilg
- Albert Esser
- Menso Folkerts
- Gundolf Keil
- Fritz Krafft
- Rudolf Schmitz
- Paul Ulrich Unschuld
- Rolf Winau